# Löweïta
La löweïta és un mineral de la classe dels sulfats. Rep el seu nom en honor del químic rus Alexander Löwe (1808-1846).

## Característiques
La löweïta és un sulfat de fórmula química Na₁₂Mg₇(SO₄)13·15H₂O. Cristal·litza en el sistema trigonal. La seva duresa a l'escala de Mohs es troba entre 2,5 i 3.
Segons la classificació de Nickel-Strunz, la löweïta pertany a «07.C - Sulfats (selenats, etc.) sense anions addicionals, amb H₂O, amb cations de mida mitjana i grans» juntament amb els següents minerals: krausita, tamarugita, kalinita, mendozita, lonecreekita, alum-(K), alum-(Na), tschermigita, lanmuchangita, voltaïta, zincovoltaïta, pertlikita, amoniomagnesiovoltaïta, kröhnkita, ferrinatrita, goldichita, blödita, niquelblödita, changoïta, zincblödita, leonita, mereiterita, boussingaultita, cianocroïta, mohrita, niquelboussingaultita, picromerita, polihalita, leightonita, amarillita, konyaïta i wattevil·lita.

## Formació i jaciments
Es troba en dipòsits de sal oceànica. Va ser descoberta a Ischler Salzberg, a Perneck, a la localitat de Bad Ischl, a Gmunden (Àustria), on sol trobar-se associada a l'anhidrita. També ha estat descrita als Estats Units, al Kazakhstan, a la Xina i en alguns països europeus com Islàndia, Turquia, Polònia i Alemanya, així com en altres zones d'Àustria.